# Torre de marfil

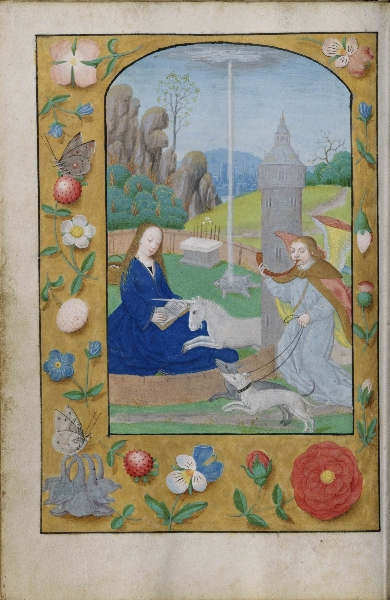
Una torre de marfil, como símbolo de María, en una "Anunciación de La caza del unicornio" (ca. 1500) de un libro de horas de Holanda. Para la compleja iconografía, ver Hortus Conclusus.

Una torre de marfil es un lugar—o un ambiente—donde la gente está felizmente separada del resto del mundo en favor de sus propias actividades, generalmente mentales y esotéricas. Desde el siglo XIX, se ha utilizado para designar un entorno de búsqueda intelectual desconectado de las preocupaciones prácticas de la vida cotidiana. La mayoría de los usos contemporáneos del término se refieren a la academia o los sistemas universitarios en muchos países.

## Uso religioso
Se hace referencia al término con un significado diferente en la canción bíblica de Salomón (7: 4) y luego se utilizó como epíteto de María. En la tradición cristiana, el término torre de marfil se usa como símbolo de noble pureza. Se origina con el Cantar de los Cantares (7: 4) ( "Tu cuello es como una torre de marfil" ; en el texto hebreo masorético, se encuentra en 7: 5) y fue incluido en los epítetos de María en la letanía de la Santísima Virgen María del siglo XVI ( "torre de marfil", turris eburnea en latín), aunque el título y la imagen estaban en uso mucho antes, desde el renacimiento mariano del siglo XII al menos. Ocasionalmente aparece en el arte, especialmente en las representaciones de María en el hortus conclusus . Aunque el término rara vez se usa en su sentido religioso en los tiempos modernos, algunos lo atribuyen a fuente de inspiración del significado moderno.

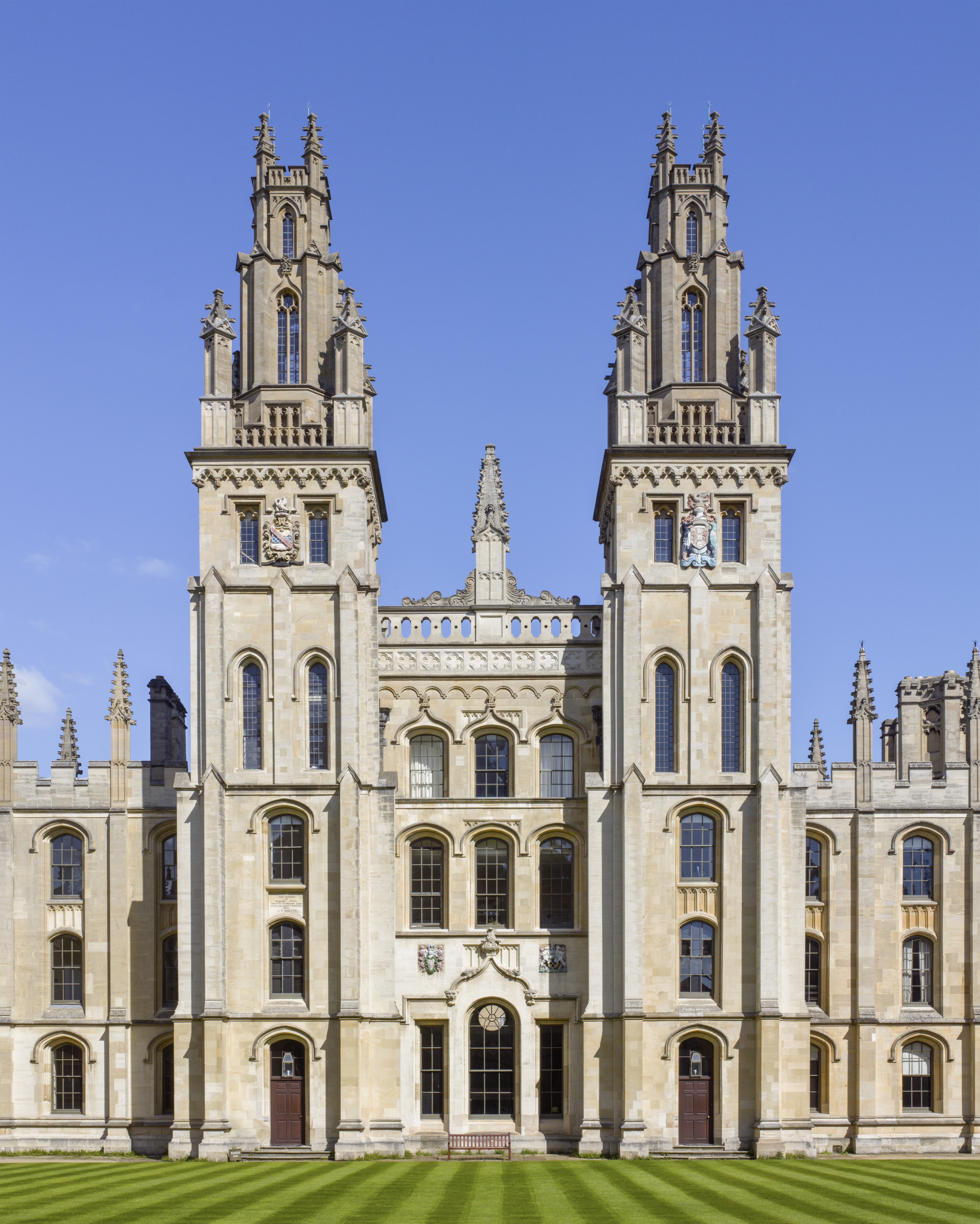
Torres Hawksmoor, All Souls College, Oxford

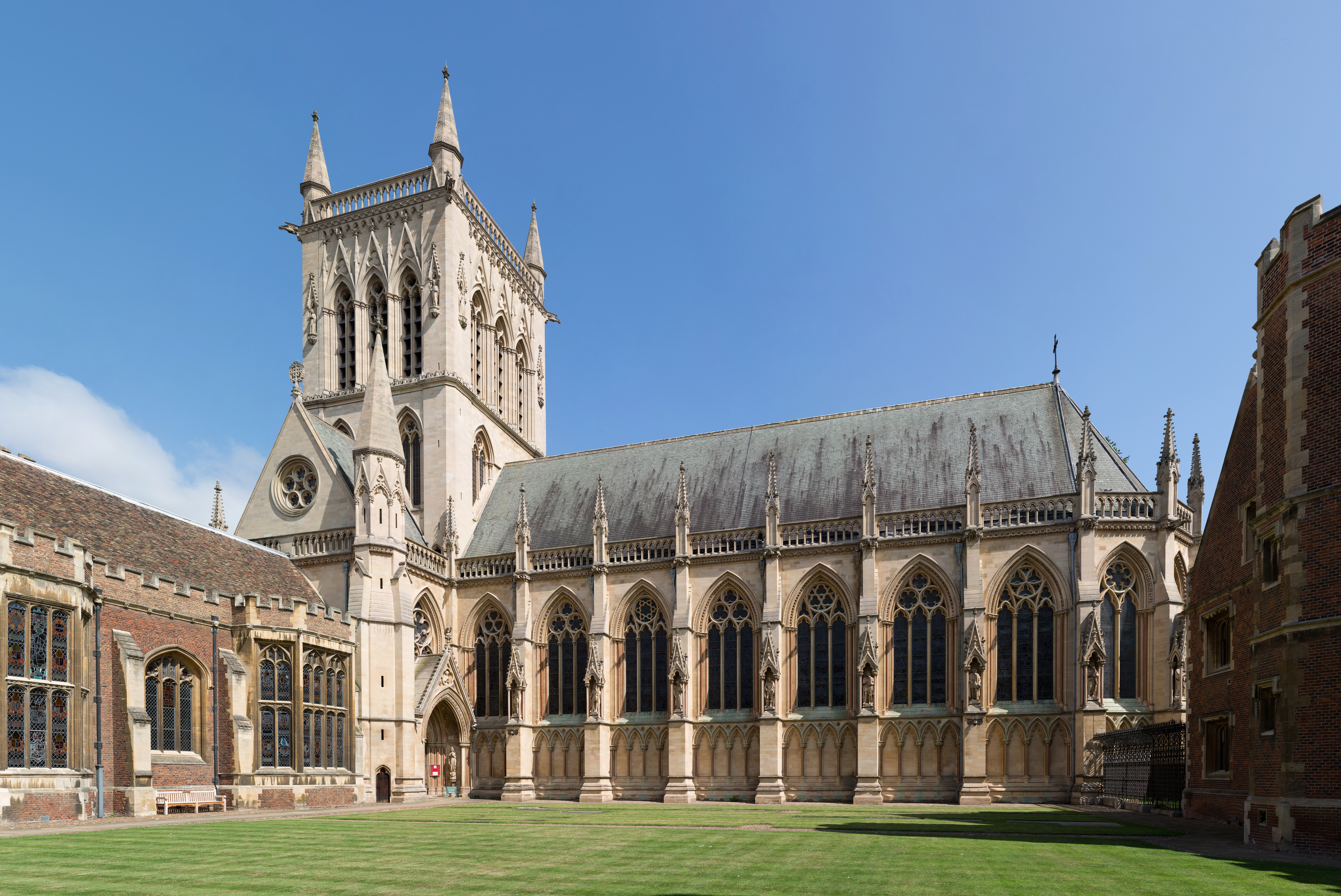
Una torre de marfil en St. John's College, Cambridge

## Uso moderno
El primer uso moderno de "torre de marfil" en el sentido familiar de un soñador mundano se puede encontrar en un poema de 1837, "Pensées d'Août, à M. Villemain", de Charles Augustin Sainte-Beuve, un crítico literario francés y autor, que usó el término "tour d'ivoire" para designar la actitud poética de Alfred de Vigny en contraste con Victor Hugo, más comprometido socialmente: "Et Vigny, plus secret, Comme en sa tour d'ivoire, avant midi rentrait". [Y Vigny, el más reservado, como si estuviera en su torre de marfil, volvía antes del mediodía].
La última novela de Henry James, The Ivory Tower, comenzó en 1914 y quedó inacabada a su muerte dos años después. Paralelamente a la desalentadora experiencia de James de los Estados Unidos después de veinte años de distancia, narra el efecto sobre un vulgar estadounidense de clase alta que regresa al vacío de la Edad Dorada . "Parecen todos aquí tan horriblemente ricos", dice su héroe. Por lo tanto, hay dos significados mezclados: la burla de un sabio distraído y la admiración de alguien que puede dedicar todos sus esfuerzos a una causa noble (de ahí el marfil, un material de construcción noble pero poco práctico). El término tiene una connotación bastante negativa hoy, lo que implica que los especialistas que están tan profundamente involucrados en sus campos de estudio a menudo no pueden encontrar una lingua franca con legos fuera de sus "torres de marfil" . 
En la biografía escrita por Andrew Hodges sobre el científico Alan Turing de la Universidad de Cambridge, habla sobre la estadía de Turing entre los años 1936 y 1938 en la Universidad de Princeton y escribe que "la torre del Graduate College era una réplica exacta del Magdalen College, y popularmente se la llamó la Torre de Marfil, por el benefactor de Princeton, el Procter que fabricó el jabón de Marfil ". William Cooper Procter (clase Princeton de 1883) fue un partidario significativo de la construcción del Graduate College, y el comedor principal lleva el nombre de Procter. Los perfiles de las universidades de Oxford y Cambridge, junto con muchas universidadesde la Ivy League, están adornados con torres que a menudo se describen como 'Torres de Marfil'. 
En el ensayo de Randall Jarrell "The End of the Line" (1942), Jarrell afirma que si la poesía moderna ha de sobrevivir, los poetas deben bajar de la "Torre de Marfil" de naturaleza elitista. La idea principal de Jarrell es que la rica poesía del período modernista dependía en exceso de la referencia a otras obras literarias. Para Jarrell, la Torre de Marfil llevó la poesía moderna a la oscuridad.

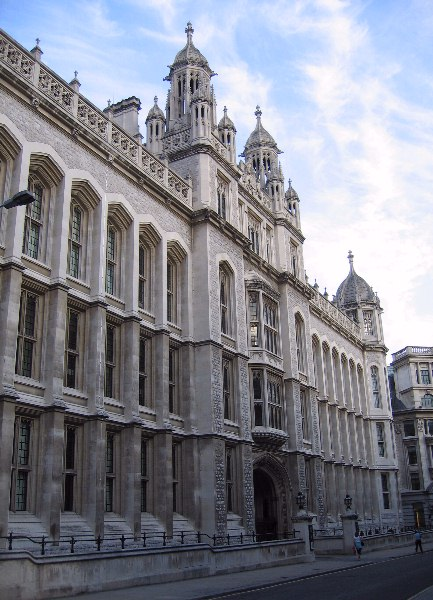
Las torres de marfil de la Biblioteca Maughan de King's College London

Una torre de marfil también puede ser una entidad de "razón, racionalidad y estructuras rígidas que coloniza el mundo de la experiencia vivida", como explica Kirsten J. Broadfoot en un artículo sobre las posibilidades de la comunicación organizacional poscolonial. Esta comunidad académica imaginada crea una esencia de exclusividad y superioridad. Broadfoot explica esto como un grupo que "funciona como un club exclusivo cuya membresía está estrictamente controlada por lo que podría llamarse un 'marco dominante'". En un sentido académico, esto conduce a un "dominio abrumador y desproporcionado" de los Estados Unidos y el mundo occidental. La torre de marfil puede ser peligrosa, algunos creen, en su privatización inherente del conocimiento y el intelecto. Los académicos que buscan "legitimidad para sus narrativas desde el corazón terminan haciendo eco del tono desinfectado de la narrativa maestra". Esto se convierte en un proceso cíclico a medida que los intelectos defienden colectivamente la "torre imaginaria de marfil".
Los escritores de los otros periódicos de Filadelfia se refirieron sarcásticamente a la antigua sede del periódico de referencia Philadelphia Inquirer, una torre de art deco blanca llamada Elverson Building, como la "Torre de Marfil de la Verdad".

## Uso académico
La torre de marfil a menudo está relacionada con la carrera y el estilo de vida de los académicos en los sistemas universitarios. A menudo han ganado reputación como instituciones de élite al unirse o crear asociaciones con otras universidades. En muchos países, estas instituciones se alinearon con una misión específica o lazos deportivos. Algunos han criticado el elitismo asociado con estos grupos. Otros también han notado que estos términos tienen poca semejanza con las mejores universidades reales en un país. 
En ciertos casos, estas universidades de la torre de marfil han recibido una cantidad desproporcionada de fondos regionales y federales. También producen una mayor proporción de publicaciones y citas en un país. Ocasionalmente conocido como un "símbolo de estatus", algunos se han denominado la Ivy League de un país, como la Liga C9 de China o la Iniciativa de Excelencia de Alemania. Tienden a estar sobrerrepresentadas en las clasificaciones universitarias más importantes, como la Clasificación académica de universidades mundiales, QS World University Rankings, Times Higher Education World University Rankings y US News & World Report Best Global University Ranking . 